# Пясково (гміна Шамотули)
Пясково (пол. Piaskowo, нім. Sandhofen) — село в Польщі, у гміні Шамотули Шамотульського повіту Великопольського воєводства.
Населення — 341 особа (2011).
У 1975-1998 роках село належало до Познанського воєводства.

## Демографія
Демографічна структура станом на 31 березня 2011 року:
|          | Загалом | Допрацездатний вік | Працездатний вік | Постпрацездатний вік |
| -------- | ------- | ------------------ | ---------------- | -------------------- |
| Чоловіки | 161     | 26                 | 125              | 10                   |
| Жінки    | 180     | 36                 | 114              | 30                   |
| Разом    | 341     | 62                 | 239              | 40                   |